# 仙台地方海難審判所
仙台地方海難審判所（せんだいちほうかいなんしんぱんしょ）は、海難審判法に基づき設置されている国土交通省所管の特別の機関である海難審判所の内、東京の海難審判所で取り扱う「重大な海難」以外の管轄区域において発生した海難について審判を実施する地方海難審判所の一つ。

## 沿革
- 1954年11月1日 - 仙台市に横浜地方海難審判庁仙台支部を設置。
- 1960年4月1日 - 支部より昇格し、仙台地方海難審判庁となる。
- 2008年10月1日 - 海難審判庁の廃止に伴い仙台地方海難審判所に改称。

## 管轄区域
- 青森県・岩手県・宮城県・福島県の太平洋沿岸及び津軽海峡の青森県側
- 日本海の青森県・秋田県・山形県・新潟県沿岸及びロシア連邦・沿海地方に面した区域

## 所在地
- 983-0842 仙台市宮城野区五輪1-3-15 仙台第3合同庁舎8階